# جمعية الألوان المائية الأمريكية

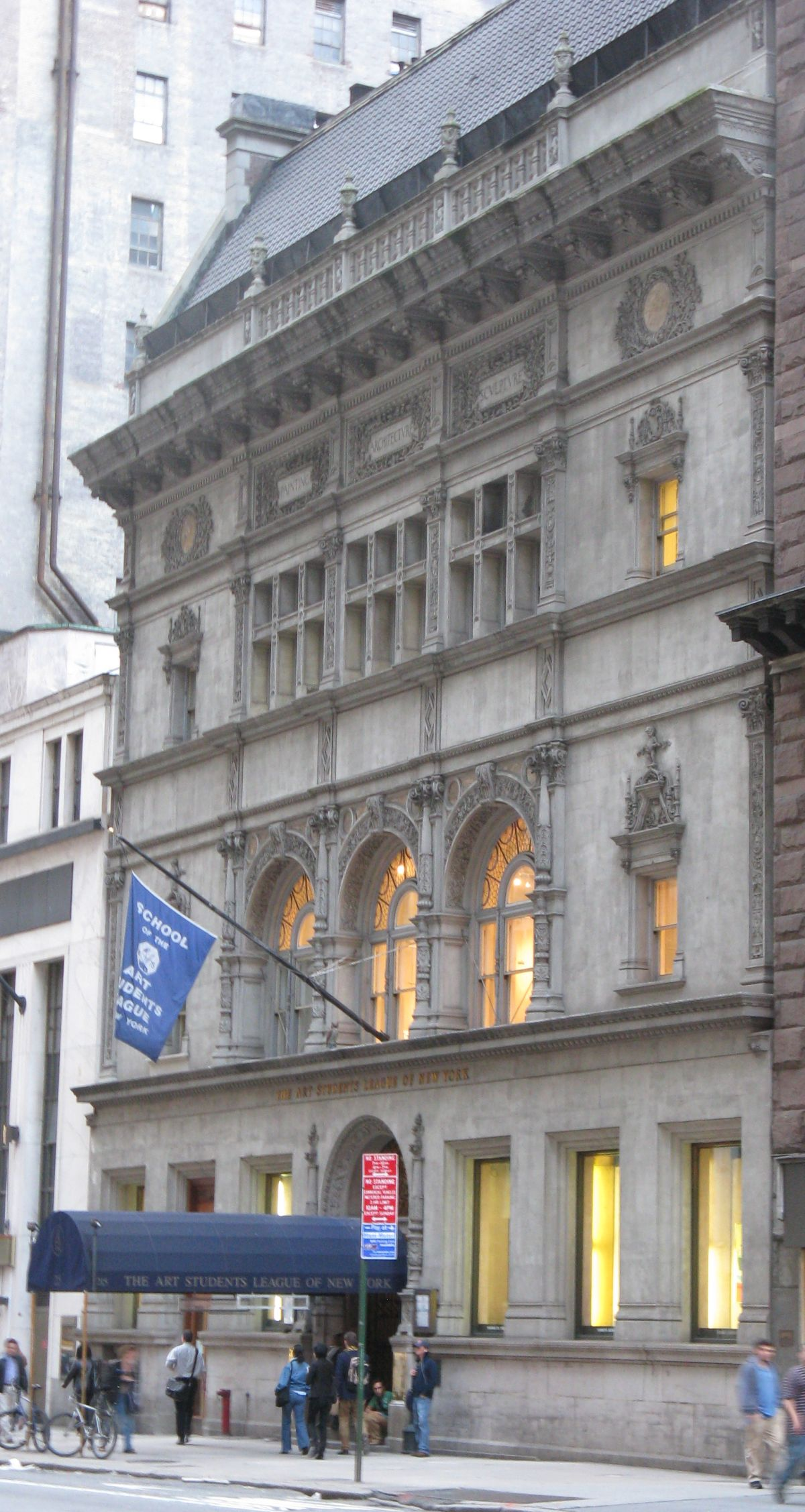
مبنى الفنون الجميلة الأمريكية ، حيث يقع المقر الرئيسي للنادي وتقام فيه معارضه السنوية

جمعية الألوان المائية الأمريكية، التي تأسست عام 1866، هي منظمة عضوية غير ربحية مكرسة لتطوير الرسم بالألوان المائية في الولايات المتحدة.

## تاريخ
تأسست الجمعية عام 1866 على يد أحد عشر رسامًا وكانت تُعرف في الأصل باسم الجمعية الأمريكية للرسامين بالألوان المائية. في البداية، كان من الصعب جذب أعضاء جدد، لأن بعض الفنانين في ذلك الوقت عارضوا تقلید المجتمع في السماح للنساء بالانضمام الي عضويتها. اندمج نادي نيويورك للألوان المائية في الجمعية في عام 1941.

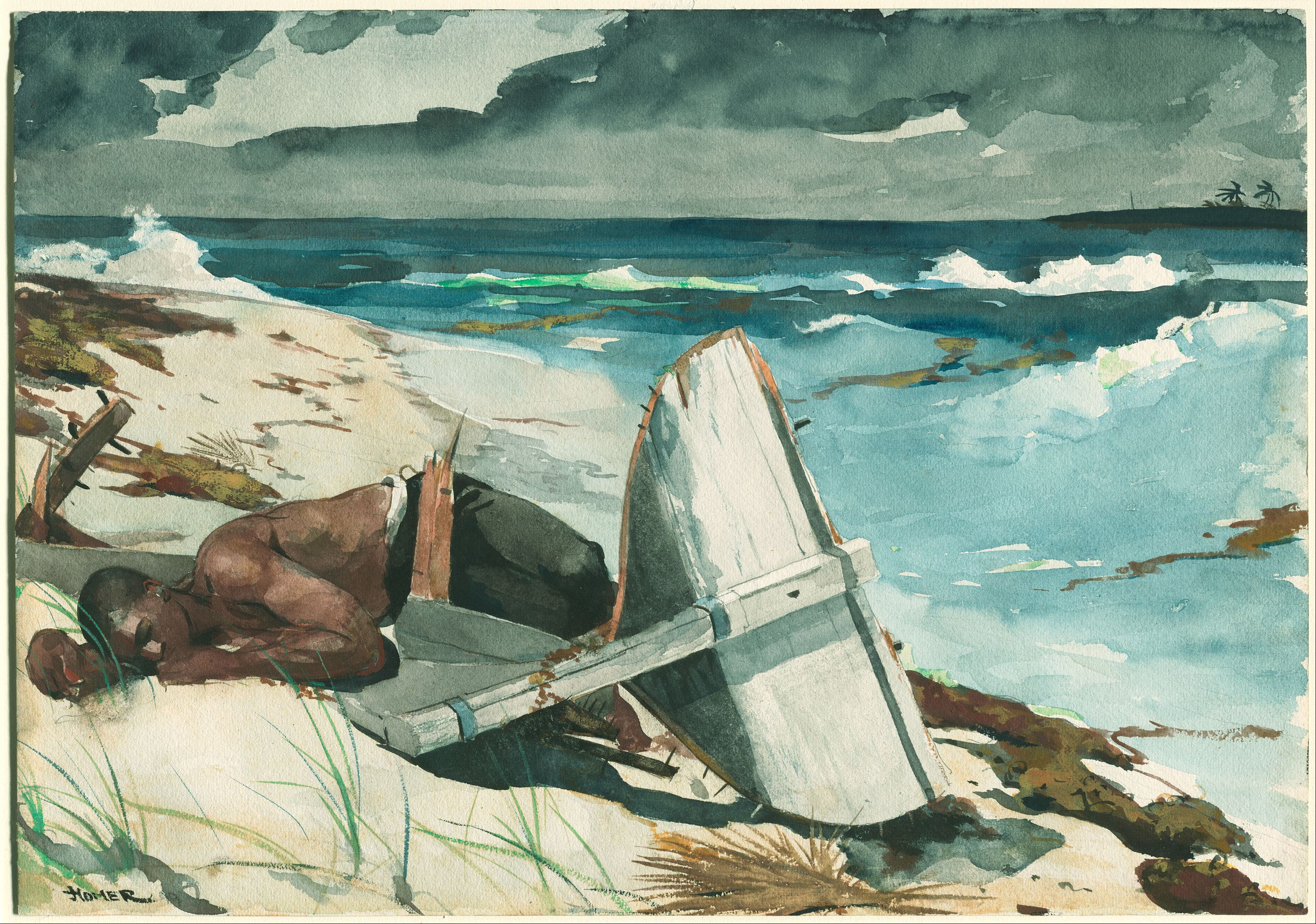
وينسلو هومر ، بعد الإعصار، جزر البهاما، 1899، رسم وألوان مائية، معروضة في معرض نادي نيويورك للألوان المائية عام 1902

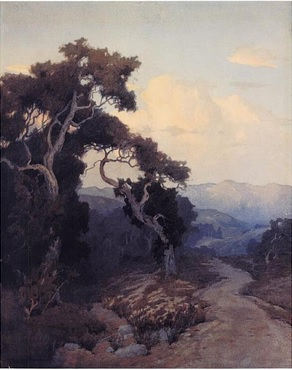
ماريون واتشيل ، غيوم الغروب، 1904

#### أعضاء
ومن الأعضاء المؤثرين داخل المنظمة:
- ويليام ميريت تشيس[3]
- ليديا فيلد إيميت
- ويليام سي. فيتلر، زوج كلود راجيت هيرست، عضو الميثاق[4]
- جون لا فارج[3]
- رودا هولمز نيكولز - شغلت منصب نائب الرئيس، وعضو في اختيار لجنة التحكيم، وعملت في جميع لجانها[4]
- إميلي ماريا سكوت (1832–1915) فنانة
- أليكس ف. ياورسكي (1907–1997) فنان

## أنظر أيضا
- نادي الفن النسائي في نيويورك
- نادي ماكدويل
- إيمي توربرت، "سجل المعرض السنوي لجمعية الألوان المائية الأمريكية، 1867-1921" (الإصدار 2، 2019)

## وصلات خارجية
- Gildedage.omeka.net: "Documenting the Gilded Age: New York City Exhibitions at the Turn of the 20th Century", with Exhibition catalogs of the American Watercolor Society, a New York Art Resources Consortium project.